# Santa Marina de Castro de Amarante
Castro de Amarante (llamada oficialmente Santa Mariña do Castro de Amarante) es una parroquia española del municipio de Antas de Ulla, en la provincia de Lugo, Galicia.

## Otras denominaciones
La parroquia también es conocida por el nombre de Santa Marina de Castro de Amarante.

## Organización territorial
La parroquia está formada por siete entidades de población, constando cuatro de ellas en el nomenclátor del Instituto Nacional de Estadística español:
- Aguas de Frádegas (Augas de Frádegas)[4]
- Frádegas
- O Coto
- Os Píos
- Santa Mariña
- Toande
- Vilariño

## Demografía
| Gráfica de evolución demográfica de Castro de Amarante entre 2000 y 2019 |
|                                                                          |
| Datos según el nomenclátor publicado por el INE.                         |